# 水田直昌
水田 直昌（みずた なおまさ、1897年（明治30年）2月14日　- 1985年）は、大正から昭和にかけての大蔵・朝鮮総督府官僚。

## 経歴
愛知県愛知郡鳴海町で水田直温の長男として生まれ、1921年に東京帝国大学卒業。大蔵省に入り、理財局に勤めたのち、1922年7月司税官に任じられて福岡税務署長、大阪南税務署長を歴任した。これまでに、高等文官試験行政科に合格している。
1925年、朝鮮総督府に移って朝鮮総督府事務官に任じられた。1928年4月に朝鮮総督府財務局司計課長、1937年10月30日に朝鮮総督府財務局長に就任。1945年9月の日本による朝鮮統治終了まで務めた。
敗戦直後から、京城にあった日本資本の民間銀行で日本人預金者による取り付け騒ぎが発生したが、8月16日から月末までに朝鮮書籍株式会社の印刷工場で千円札高額紙幣70億円分、近澤印刷株式会社で百円札紙幣21億円分の朝鮮銀行券を発行し、また同月17日には「朝鮮内通帳を日本にもっていけば、毎月500円の限度内で預金を引き出すことができ、日本に本店がある銀行の送金小切手は日本でも有効」とする談話を発表することで、金融モラトリアム発生に備えた。しかし、8月15日現在の朝鮮銀行券の発行残高が49億7000万円であったのに対し、9月28日には86億5000万円となっており、急激なインフレーションを発生させ、アメリカ軍政期にまで禍根を残した。

## 趣味
趣味は、読書、文芸、打球。